# Only Good Summer
『Only Good Summer』（オンリー・グッド・サマー）は、TUBEの16作目のオリジナル・アルバム。1996年6月10日発売。2003年7月2日にSony Music Associated Recordsより再発売された。（規格品番はAICL 1467）

## 概要
『ゆずれない夏』以来約1年ぶりとなるオリジナル・アルバム。アルバムの首位獲得は1994年「Melodies & Memories」以降1年7ヵ月ぶりで1996年末に60万枚を突破した。
初回限定盤に3Dジャケットになる3Dカードと、透明ツアースケジュールカレンダーが付いている。
本作収録の「Only You君と夏の日を」には演奏の最後に前田の「Oh yheei!」という声が収録されており実質アルバムバージョン。本作後に発売される映像作品「世界の果てまで夏だった in California」収録MVでも、アルバムバージョンの「Only You君と夏の日を」が使われている。
本作発売後恒例の野外ライブツアー「明治生命フレッシュ TUBE LIVE AROUND SPECIAL ’96　ONLY GOOD SUMMER」が全国6か所で開催された。そのライブの模様は1996年12月12日に発売された映像作品『TUBE LIVE AROUND SPECIAL '96 ONLY GOOD SUMMER』で観賞可能。

## 収録曲
| 全作詞: 前田亘輝、全作曲: 春畑道哉、全編曲: TUBE。 |                                          |          |            |      |
| #                                                  | タイトル                                 | 作詞     | 作曲・編曲 | 時間 |
| 1.                                                 | 「僕達だけの Summer Days」               | 前田亘輝 | 春畑道哉   | 4:38 |
| 2.                                                 | 「Tシャツの恋」                          | 前田亘輝 | 春畑道哉   | 4:23 |
| 3.                                                 | 「Only You 君と夏の日を」                | 前田亘輝 | 春畑道哉   | 4:20 |
| 4.                                                 | 「Only Good Times」                      | 前田亘輝 | 春畑道哉   | 3:52 |
| 5.                                                 | 「The Last of IKE-IKE (最期のウルトラ)」 | 前田亘輝 | 春畑道哉   | 5:23 |
| 6.                                                 | 「猛烈 '96」                             | 前田亘輝 | 春畑道哉   | 3:51 |
| 7.                                                 | 「Naturally」                            | 前田亘輝 | 春畑道哉   | 4:44 |
| 8.                                                 | 「Happy Birthday」                       | 前田亘輝 | 春畑道哉   | 4:10 |
| 9.                                                 | 「Tomorrow's Dream」                     | 前田亘輝 | 春畑道哉   | 3:38 |
| 10.                                                | 「夏の終わりに…」                        | 前田亘輝 | 春畑道哉   | 5:52 |
| 11.                                                | 「Someday」                              | 前田亘輝 | 春畑道哉   | 5:56 |
| 合計時間:                                          | 合計時間:                                | 50:47    |            |      |

## タイアップ
僕達だけの Summer Days
- JAL「チケットレス」CFソング。

Only You 君と夏の日を
- サッポロビール「夏の海岸物語」CMソング。

Only Good Times
- 明治生命CFソング。

## ゲストミュージシャン
- 中尾昌文 - マニピュレート
- 小野塚晃（DIMENSION）- キーボード
- 鹿島伸夫 - キーボード
- 沓野行秀（Riding）- パーカッション
- 勝田一樹 - サクソフォーン
- 山本一 - サックス
- 佐々木史郎 （Orquesta De La Luz）- トランペット、ホーンアレンジ
- 下神竜哉 - トランペット
- 中路英明 - トロンボーン、ホーンアレンジ
- 池田大介 - ストリングスアレンジ
- 古川真一 - コーラス
- 伊藤一義（Riding） - コーラス
- 小松久 - コーラス
- 寺尾広 - コーラス
- EMIKO MAKI - コーラス

## クレジット
- 小松久 - 原盤制作ディレクター
- 中島正雄 - スーパーバイザー
- 細野晋司 - フォトグラファー
- BMF (Being MUSIC FACTORY INC.) - エグゼクティブ・プロデューサー
- 橋爪健康 - エグゼクティブ・プロデューサー
- 菅原潤一 - エグゼクティブ・プロデューサー